# Yuryaku
Keizer Yuryaku (雄略天皇, Yūryaku-tennō) was de 21e keizer van Japan, volgens de traditionele opvolgingsvolgorde.
Er is geen concrete informatie bekend over zijn geboorte, regeerperiode en dood. Doorgaans wordt aangenomen dat hij in 418 geboren is. Volgens de Kojiki regeerde hij van de dertiende dag van de elfde maand in 456, tot zijn dood op de zevende dag van de achtste maand van 479
Yūryaku staat bekend als de patronus van de sericultuur.

## Naam
Volgens zowel de Kojiki als Nihonshoki droeg Yuryaku voor hij keizer werd de naam Prins Ohatsuse Wakatake (大泊瀬 幼武). Zwaarden opgegraven in enkele Kofun geven zijn naam echter als Waka Takeru (Ōkimi). Yuryaku is een naam die postuum aan hem werd gegeven, en toegewezen aan een veel later tijdperk.

## Familie
Yuryaku was de vijfde en jongste zoon van keizer Ingyo. Hij volgde zijn oudere broer, Anko, op als keizer na de moord op hem.
Yuryaku had drie vrouwen, met wie hij elk minimaal een kind kreeg:
- Katsuragi no Karahime (葛城韓媛) , dochter van Katsuragi no Tsubura no Ōomi (葛城円大臣)
  - Prins Shiraka (白髪皇子) (Keizer Seinei) (444?-484)
  - Prins Takuhatahime (栲幡姫皇女) (?-459) (Saiku)
- Kibi no Wakahime (吉備稚媛) (?-479) , dochter van Kibi no Kamitsumichi no omi (吉備上道臣)
  - Prins Iwaki (磐城皇子)
  - Prins Hoshikawa no Wakamiya (星川稚宮皇子) (?-479)
- Wani no warawakimi (和珥童女君) , dochter van kasuga no Wani no omi Fukame (春日和珥臣深目)
  - Prinses Kasuga no Ōiratsume (春日大娘皇女) , getrouwd met keizer Ninken

## Koning Bu
Yuryaku wordt vaak aangezien voor Koning Bu uit het boek van de Song. Hij stuurde net als Bu in 478 een afgezant naar de Chinese keizer Liu Song. Hij vroeg Liu Song om militaire steun tegen Goguryeo, een oud koninkrijk in Korea.
Indien Yuyaku inderdaad Bu is, dan zou zijn regeerperiode volgens Chinese geschriften al voor 477 zijn begonnen, en tot 502 hebben geduurd.

## Dichtkunst
Yuyaku stond bekend als een dichter. Een aantal gedichten die aan hem worden toegeschreven zijn verwerkt in de Manyōshū, Kojiki en Nihonshoki.
* Regent Jingu staat niet op de traditionele lijst.